# Seppe Gebruers

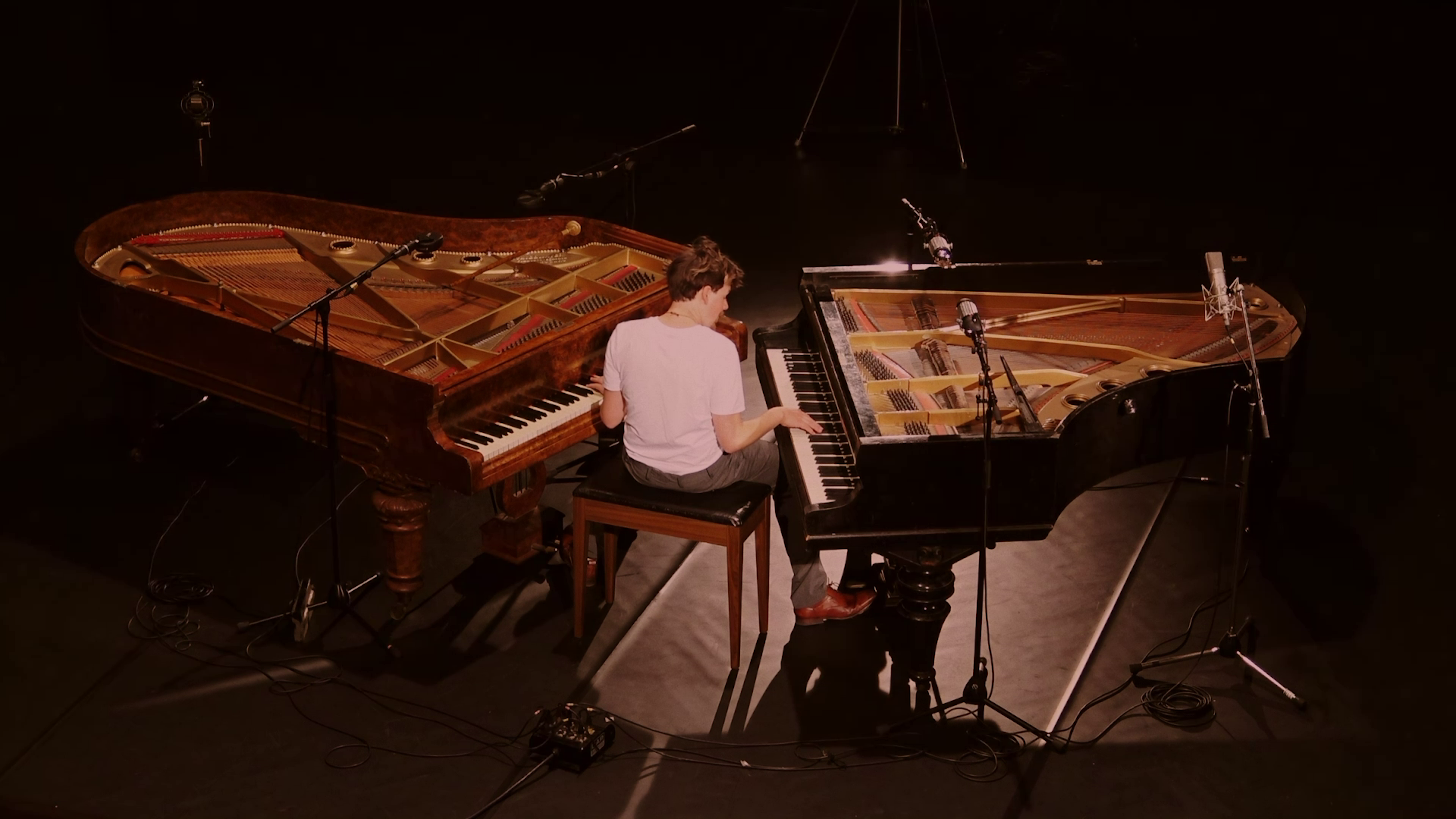
Seppe Gebruers (2023)

Seppe Gebruers (* 9. Mai 1990) ist ein belgischer Jazz- und Improvisationsmusiker (Piano, Komposition).

## Leben und Wirken
Gebruers spielte zwischen zwölf und sechzehn Jahren Jazzstandards. Dann studierte er bei Jazzpianisten wie Jef Neve, Kris Defoort und Erik Vermeulen, nahm aber auch klassischen Unterricht bei Levente Kende und Heidi Hendrickx.
Mit dem Ifa y Xango-Kollektiv, dessen Mitgründer er war, gewann er den Young Jazz Talent Wettbewerb 2011 in Gent. Im Folgejahr trat er mit dieser Gruppe bei Gent Jazz auf. Mittlerweile arbeitet er in der europäischen Improvisationsszene u. a. in verschiedenen musikalischen Formationen und Projekten, so mit Bambi Pang Pang (mit Laurens Smet, Viktor Perdieus), Mount Meru (mit Hugo Antunes, Lander Gyselinck, Niels Van Heertum) und im Improvisationskollektiv Nest.  Mit Erik Vermeulen legte er 2013 das Duoalbum Antiduo vor; 2016 nahm Gebruers mit Hugo Antunes und Paul Lovens das Album The Room: Time & Space auf. Des Weiteren komponierte er Musik für Film und Theater und experimentierte mit Vierteltonklavieren, wobei er auch mit Charlemagne Palestine auftrat.

## Diskographische Hinweise
- Ifa Y Xango: Abraham (2012), mit Niels Van Heertum, Viktor Perdieus, Filipe Nader, Laurens Smet, Sep François and Ruben Pensaert.
- Mount Meru: Arbres (Buzz-Records, 2013)
- Pang Pang Featuring Andrew Cyrille: Drop Your Plans (El Negocito Records, 2015)
- Nest: Rub (El Negocito Records, 2016), mit Filipe Nader, Jakob Warmenbol, Laurens Smet, Lennart Heyndels, Nathan Wouters, Niels Van Heertum, Ruben Machtelinckx, Viktor Perdieus
- Luís Vicente – Seppe Gebruers – Onno Govaert: Live in Ljubljana (Multikulti Project, 2018)
- Luis Vicente / Seppe Gebruers / Onno Govaert: Room With No Name (Fundacja Słuchaj, 2022)